# Pulau Helehanak
Pulau Helehanak är en ö i Indonesien.   Den ligger i provinsen Nusa Tenggara Timur, i den södra delen av landet, 1 800 km öster om huvudstaden Jakarta. Arean är 0,14 kvadratkilometer.
Terrängen på Pulau Helehanak är lite kuperad. Öns högsta punkt är 68 meter över havet. 